# Caldearenas
Caldearenas (en aragonés Candarenas) es una localidad y municipio español, perteneciente a la comarca de Alto Gállego, en el norte de la provincia de Huesca, comunidad autónoma de Aragón.
Parte de su término municipal está ocupado por el parque natural de la Sierra y los Cañones de Guara (zona periférica de protección) y el paisaje protegido de San Juan de la Peña y Monte Oroel.

## Geografía
Integrado en la comarca de Alto Gállego, se sitúa a 44 kilómetros de Huesca. El término municipal está atravesado por la autovía Mudéjar (A-23) y por la carretera nacional N-330, entre los pK 596 y 603, las cuales cruzan el puerto de Monrepós (1282 metros). Además, una carretera local permite la comunicación entre las pedanías y con los municipios de Jaca y Sabiñánigo.  
El relieve del municipio está definido por el valle del río Gállego, algunos pequeños afluentes (río Matriz, río Moros) y las sierras prepirenaicas que rodean los valles, destacando la Sierra Alta (1317 metros) al norte, la sierra de Belarre (1454 metros) al este, la sierra de Javierre (1560 metros) al sur y la sierra de Santa Isabel (916 metros) al oeste. La altitud oscila entre los 1540 metros al sur, en la sierra de Javierre, y los 570 metros al oeste, a orillas del río Gállego. El pueblo se alza a 651 metros sobre el nivel del mar.
| Noroeste: Jaca                | Norte: Jaca | Noreste: Sabiñánigo |
| Oeste: Las Peñas de Riglos    |             | Este: Sabiñánigo    |
| Suroeste: Las Peñas de Riglos | Sur: Arguis | Sureste: Nueno      |

## Historia
El pueblo de Caldearenas nació en los años 1900 a consecuencia de la llegada del ferrocarril y la creación de una estación de la línea Zaragoza-Canfranc en este enclave. Los años 40 y 50 fueron los de más esplendor de la localidad debido al gran aumento demográfico que experimentó gracias a la llegada masiva de trabajadores, desde Andalucía sobre todo, para llevar a cabo la construcción del canal de Eléctricas Reunidas de Zaragoza (ERZ), proyectado para la generación de energía hidráulica.
En las décadas posteriores, hasta llegar a nuestros días, Caldearenas y su entorno han visto como la población ha ido desapareciendo paulatinamente debido a la emigración a la ciudad y a la bajísima tasa de natalidad, llegando en estos momentos a contar con una población de unos 10 habitantes (censados 42).
La principal actividad económica ha sido tradicionalmente la agricultura minifundista y la ganadería, aunque en los últimos años la comarca está girando la mirada ante un incipiente y anecdótico crecimiento del turismo ligado a la eclosión del turismo en el eje pirenaico (valles de Tena y Aragón) y a su cercanía a Sabiñánigo y Jaca.
El futuro de esta localidad, a menos que nadie lo remedie, es convertirse en un pueblo residencial de fin de semana, despoblado durante el resto del año.
Estos datos se refieren a la localidad de Caldearenas, sin tener en cuenta al resto de pedanías de su término municipal.

## Demografía

### Municipio
El municipio, que tiene una superficie de 192,62 km², cuenta según el padrón municipal para 2021 del INE con 222 habitantes y una densidad de 1,15 hab./km². Desde 1970 Caldearenas es municipio tras la fusión y desaparición de los respectivos de Aquilué y Javierrelatre.
| Gráfica de evolución demográfica de Caldearenas entre 1970 y 2021                                                   |
| |
| Población de derecho según los censos de población del INE. Población de derecho según el padrón municipal del INE. |

- Entre el censo de 1970 y el anterior, aparece este municipio porque se fusionan los municipios de Aquilué y Javierrelatre.
- Entre el censo de 1970 y el anterior, crece el término del municipio porque incorpora a Latre.
- Entre el censo de 1981 y el anterior, crece el término del municipio porque recibe parte de Anzánigo.

### Localidad
Datos demográficos de la localidad de Caldearenas desde su aparición en el Nomenclátor en 1920:
| 27                                                                | 39 | 83 | 101 | 93 | 61 | 52 | 36 | 36 | 27 | 56 |
| (Fuente: IAEST e INE. Datos referidos a la población de derecho.) |    |    |     |    |    |    |    |    |    |    |

### Otras localidades del municipio
Desglose de población según el Padrón Continuo por Unidad Poblacional del INE (2021):
| Núcleos                | Habitantes (2021) |
| ---------------------- | ----------------- |
| Anzánigo               | 26                |
| Aquilué                | 19                |
| Estallo                | 9                 |
| Javierrelatre          | 57                |
| Latre                  | 19                |
| San Vicente de Aquilué | 20                |
| Serué                  | 16                |

Además el término municipal incluye los despoblados de Artaso, Escusaguás y Sieso de Jaca.

## Administración y política
| Período   | Alcalde                   | Partido |  |
| --------- | ------------------------- | ------- |  |
| 1979-1983 | Francisco Aso Ara         | PSOE    |  |
| 1983-1987 |                           | PSOE    |  |
| 1987-1991 |                           | PSOE    |  |
| 1991-1995 |                           | PSOE    |  |
| 1995-1999 | Rafael Castán Giménez     | PSOE    |  |
| 1999-2003 | Rafael Castán Giménez     | PSOE    |  |
| 2003-2007 | Rafael Castán Giménez     | PSOE    |  |
| 2007-2011 | Sergio Usieto Ara         | PSOE    |  |
| 2011-2012 | Sergio Usieto Ara         | PSOE    |  |
| 2012-2015 | Alejandro Castán Garcés   | PSOE    |  |
| 2015-2015 | Lourdes Ortiz Vera        | CHA     |  |
| 2015-2019 | Primitivo Grasa Cebollero | PP      |  |
| 2019-2023 | Primitivo Grasa Cebollero | PP      |  |
| 2023-2027 | Primitivo Grasa Cebollero | PP      |  |

| Partido político    | Partido político                                   | 1999   | 2003   | 2007   | 2011   | 2015   | 2019   | 2023   |
| Partido político    | Partido político                                   | Ediles | Ediles | Ediles | Ediles | Ediles | Ediles | Ediles |
|                     | Partido de los Socialistas de Aragón (PSOE-Aragón) | 5      | 4      | 4      | 3      | 1      | —      | 1      |
|                     | Partido Popular de Aragón (PP)                     | 2      | 1      | —      | 1      | 2      | 4      | 4      |
|                     | Partido Aragonés (PAR)                             | —      | —      | —      | 1      | 1      | —      | —      |
|                     | Chunta Aragonesista (CHA)                          | —      | —      | 1      | —      | 1      | —      | —      |
|                     | Alto Aragón En Común                               | —      | —      | —      | —      | —      | 1      | —      |
| Total de concejales | Total de concejales                                | 7      | 5      | 5      | 5      | 5      | 5      | 5      |

## Patrimonio
- Ermita románica de la Virgen de Izarbe, cerca de Anzánigo.
- En Anzánigo, puente románico que da acceso al pueblo (bajo la central hidroeléctrica).
- Valle transversal de Aquilué, con iglesia románica de San Vicente, siglo XII.
- Iglesia parroquial de estilo románico, en Javierrelatre, siglo XII.
- Museo Arte Sacro en Javierrelatre.
- Senda de Izarbe (en Caldearenas).
- Centro de interpretación de los Pastores (en Caldearenas).
- La Harinera de Dolores (en Caldearenas), hoy centro de interpretación.

### Fábrica de harinas

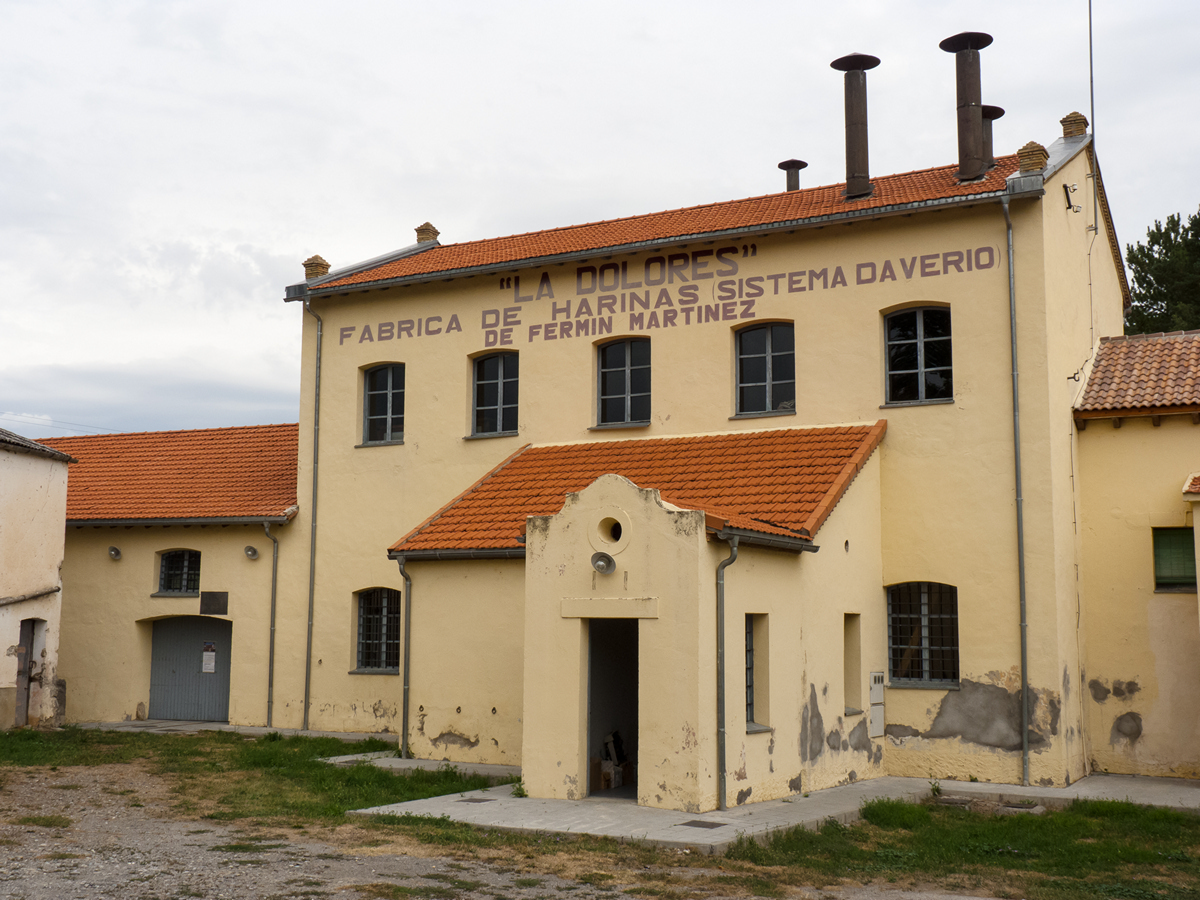
Fábrica de harinas La Dolores

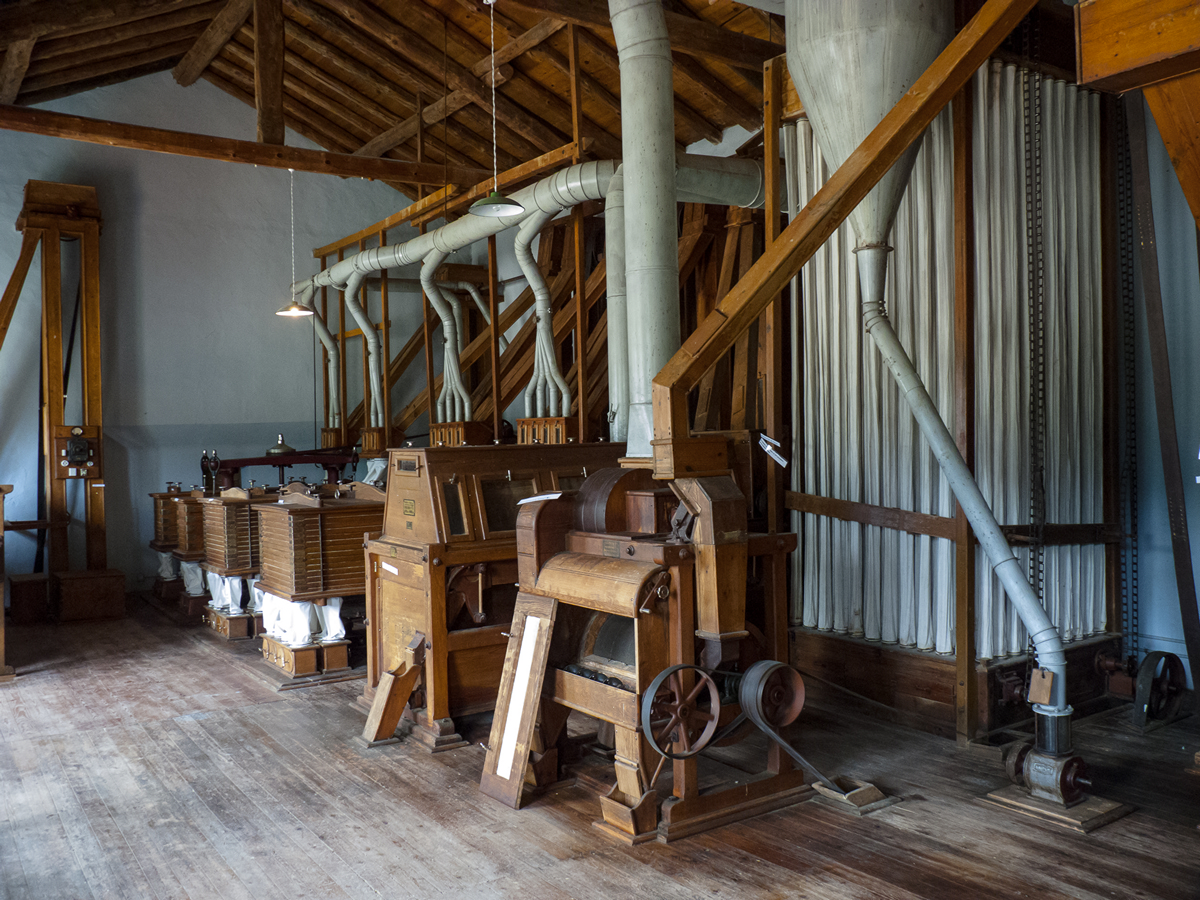
Interior de la fábrica

La antigua Fábrica de Harinas "La Dolores", fundada en 1925 por D. Fermín Martínez y cerrada en 1968, ha sido cedida por la familia propietaria para su rehabilitación. Conserva en su interior toda su maquinaria en perfecto estado, haciéndola de especial interés en cuanto a arqueología industrial se refiere.
La fábrica en sí es un edificio de dos plantas, adosada a su derecha se encuentra la entrada de aguas, con una gran turbina que es la que movía todas las correas y engranajes que la hacían funcionar. A su vez generaba energía eléctrica que servía para abastecer de luz a toda la comarca.
En su época supuso todo un avance pasar del molino de piedra tradicional a la molturación del grano de trigo por rozamiento de cilindros, permitiendo así conseguir un mejor aprovechamiento del grano y mayor calidad en las harinas.
Aprovechando la energía producida por la turbina hidráulica permitía llevar a cabo todo el proceso productivo y además suministrar energía eléctrica por medio de una dinamo a los pueblos colindantes por la noche.
El almacén está adosado a la izquierda del edificio y debió de tener gran ajetreo en sus épocas de trabajo, transportándose los sacos de harinas en vagonetas de tren hasta el muelle de la estación para su reparto por toda la geografía española. Fue el verdadero motor de la comarca, llegando a exportar harina hasta el extranjero.
La maquinaria se pretende poner en marcha para observar todo el proceso productivo y las materias que se obtienen,. Se ubicará en el interior del almacén un museo dedicado a la actividad del pan, en donde el visitante podrá:
- Disfrutar del espacio del pan.
- Experimentar con diversos tipos de molinos las materias que se obtienen.
- Observar la reproducción de una era y todo el proceso que sigue el trigo.
- Podrá hasta fabricar pan el mismo.

También hay una Sala de Proyección donde se ven todas las labores que acarrea la transformación del trigo.

## Fiestas
- San Antonio de Padua, 13 de junio, (Caldearenas).
- Santa Orosia, 25 de junio (Serué).
- Santa Ana, 26 de julio (Anzánigo).
- San Antón, tercer domingo de agosto (Javierrelatre).
- San Bartolomé, 24 de agosto (San Vicente).
- Santos Mártires, 3 de noviembre (Aquilué).
- San Martín, 11 de noviembre (Estallo).
- Santa Bárbara, 4 de diciembre (Latre).